# Роджерс, Хэл
Харольд Даллас Роджерс (англ. Harold Dallas Rogers; род. 31 декабря 1937, Barrier, Кентукки) — американский политик, представляющий Республиканскую партию. Член Палаты представителей США от штата Кентукки с 3 января 1981 года.